# Emnilda
Emnilda – imię żeńskie pochodzenia germańskiego, złożone z dwóch członów: Emn- (skrócony człon Ermen- od germ. ermana 'wielki, wszechogarniający'; imię to nosił półbóg germański) oraz -hild (germ. hildiō 'walka').
W styczniu 2025 r. w rejestrze PESEL, wśród publicznie dostępnych danych dotyczących osób żyjących, nie ma kobiet o imieniu Emnilda nadanym jako imię pierwsze.
Emnilda imieniny obchodzi 13 lutego.

## Kobiety o imieniu Emnilda
- Emnilda słowiańska – trzecia żona Bolesława I Chrobrego.